# Kelet-timori labdarúgó-szövetség
A Kelet-timori labdarúgó-szövetség (portugálul: Federação de Futebol de Timor-Leste) Kelet-Timor nemzeti labdarúgó-szövetsége. 2002-ben alapították. A szövetség szervezi a Kelet-timori labdarúgó-bajnokságot valamint a Kelet-timori kupát. Működteti a Kelet-timori labdarúgó-válogatottat valamint a Kelet-timori női labdarúgó-válogatottat. Székhelye Diliben található.